# (37681) 1995 FB7
1995 FB7 (asteroide 37681) é um asteroide da cintura principal. Possui uma excentricidade de 0.17859780 e uma inclinação de 3.16412º.
Este asteroide foi descoberto no dia 23 de março de 1995 por Spacewatch em Kitt Peak.